# Parc provincial de Duck Mountain (Manitoba)
Pour les articles homonymes, voir Parc provincial de Duck Mountain.
Le parc provincial de Duck Mountain (Duck Mountain Provincial Park) est un parc provincial du Manitoba (Canada). Il a une superficie de 1 424 km2 et a été créé en 1961. 

## Géographie
La montagne du Canard est une élévation séparant la prairie de la Saskatchewan à l'ouest de la plaine du Manitoba à l'est. Elle surplombe la vallée de la rivière Assiniboine de 200 m et le fond de la plaine du Manitoba de 400 m. Le sommet du massif est le mont Baldy, qui est le plus haut point de la province.

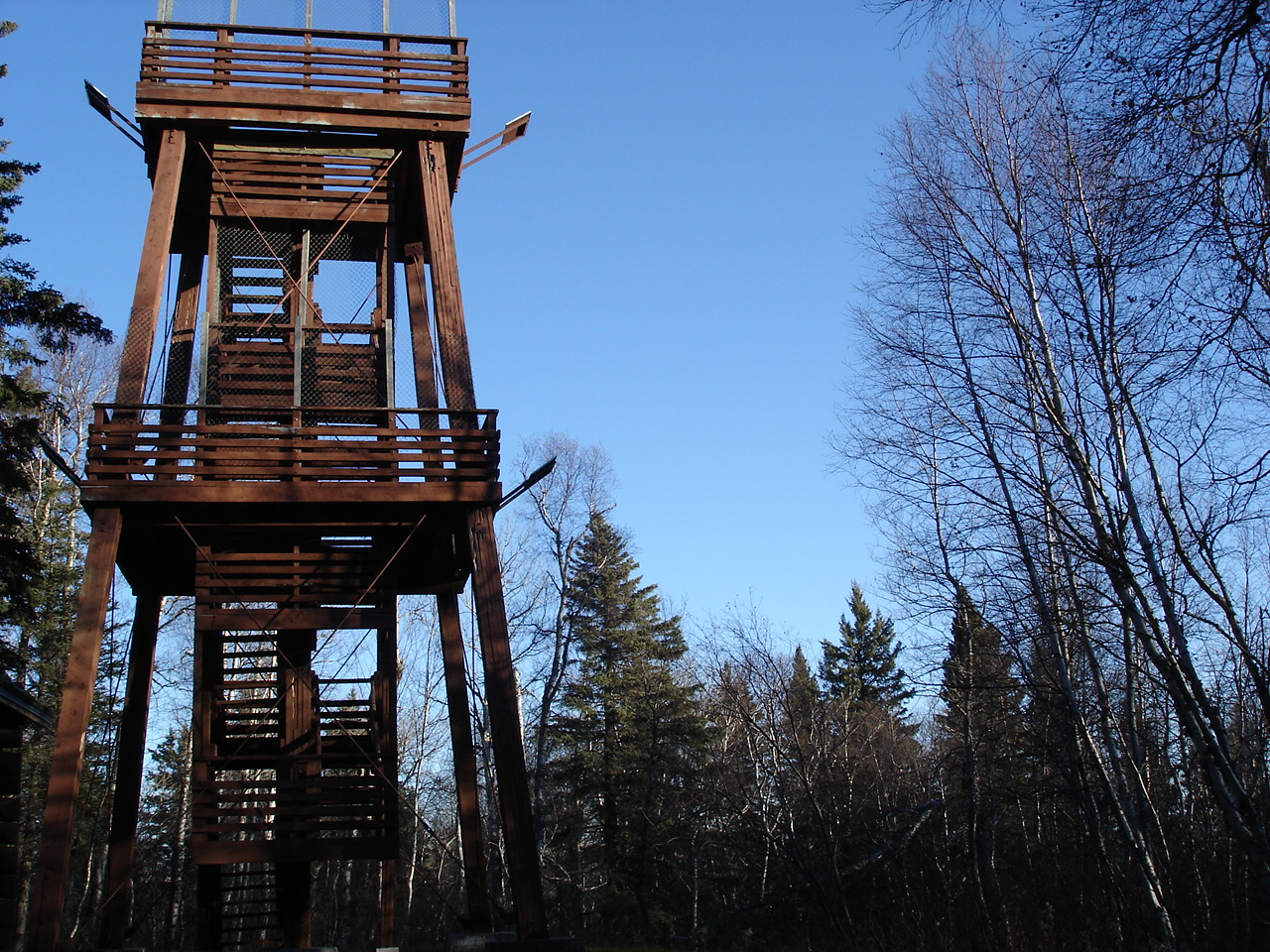
Tour d'observation au sommet du mont Baldy.

D'un point de vue géologique, la montagne du Canard fait partie de l'escarpement du Manitoba, avec les montagnes de la Tortue, du Porc-Épic et du mont Riding. La montagne repose sur du shales et du grès du Crétacé, eux-mêmes sur des formations de calcaire du Dévonien et du granite du Précambrien. Le relief vertical provient plutôt de l'érosion des shales du Crétacé par la rivière Rouge pré-glaciaire à l'est et l'ancienne rivière Assiniboine à l'ouest, ce qui fait que la montagne du Canard est le résultat de l'érosion plutôt que d'une orogenèse. L'érosion produite par l'inlandsis laurentidien a eu pour effet d'exagérer la hauteur apparente du massif et de déposer d'importantes couches de till sur la roche-mère. À la suite du retrait des glaciers, la montagne du Canard s'est retrouvée sur la rive occidentale du lac Agassiz. 

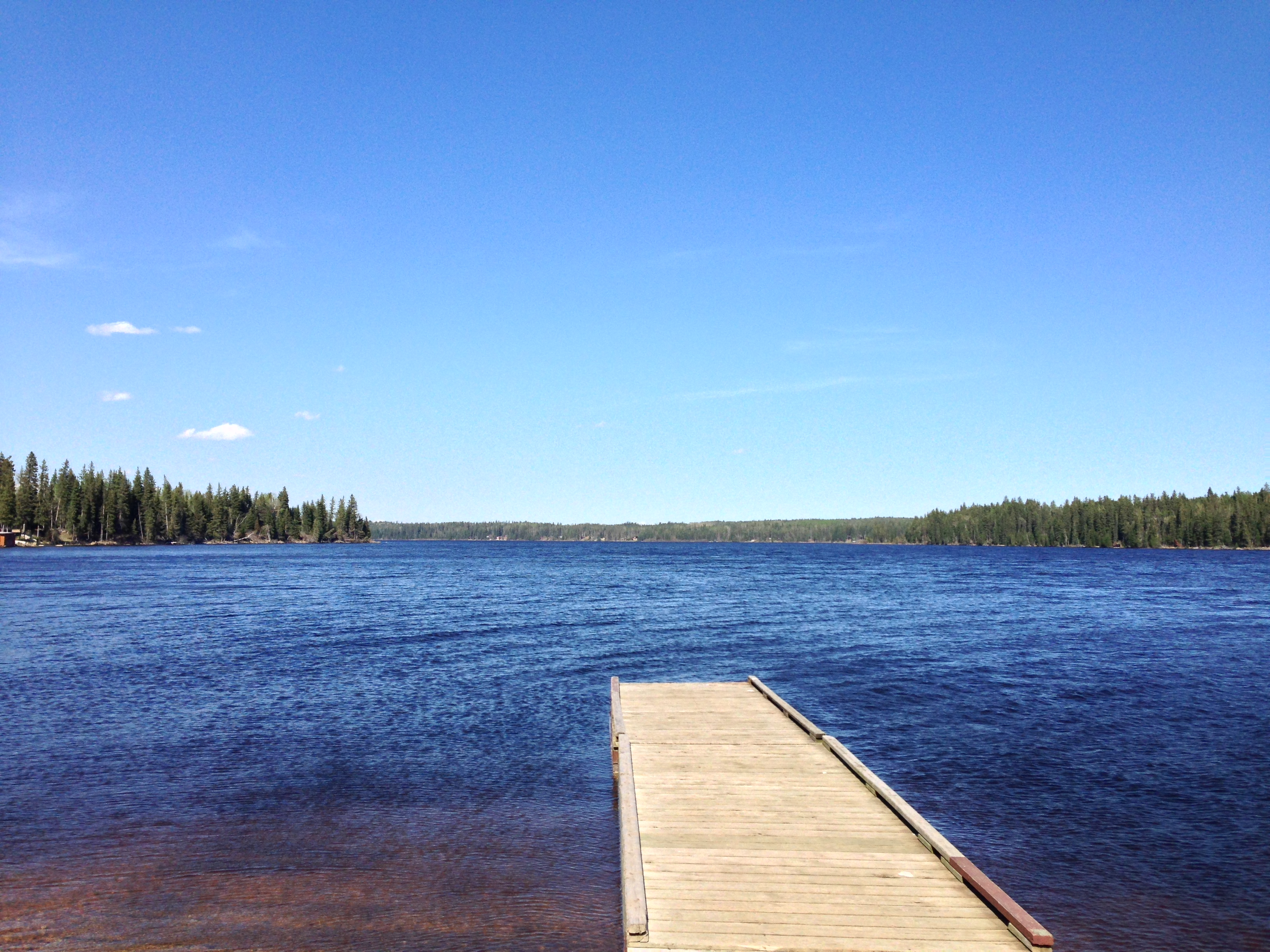
Le lac Singush vu du camping de Singush Lake.

La région est à la limite méridionale de la forêt boréale, dans la Forêts-parcs à trembles canadiennes. Les espèces présentes sont l'épinette blanche, l'épinette noire, le mélèze laricin, le pin gris, le peuplier faux-tremble, le peuplier baumier et le bouleau à papier. 
La conversion  presque entière des prairies environnante à l’agriculture fait en sorte que le parc, la forêt provinciale et parc provincial de Duck Mountain en Saskatchewan sont un havre pour la grande faune comme le wapiti, l'orignal, l'ours noir, le lynx du Canada, le lynx roux et le loup gris. Il existerait une population de couguar, mais sa présence reste à confirmer. Le parc est aussi dans l'aire historique du carcajou, mais sa présence n'est pas non plus confirmée. On y dénote aussi la présence du coyote et du cerf de Virginie.
Le parc provincial de Duck Mountain partage sa limite avec la forêt provinciale de Duck Mountain. Ni l'un ni l'autre sont totalement protégée de l'exploitation des ressources naturelles comme l'exploitation forestière et la chasse.
Les lacs Child's, East Blue, Glad et Wellman ont tous des infrastructures pour les visiteurs. Ces infrastructures incluent des cales, des terrains de camping, la location de résidences de villégiature et des résidences secondaires. 